# Стихотворения Владимира Маяковского (1917—1921)
Стихотворения Маяковского (1917—1921) — список стихотворений Владимира Владимировича Маяковского, созданных им с 1917 по 1921 год. Источником к созданию списка послужило третье издание полного собрания сочинений в тринадцати томах, в основу которого, в свою очередь, было положено десятитомное прижизненное собрание, восемь томов которого были подготовлены к печати самим поэтом. В отношении остальных произведений за основу принималась последняя прижизненная публикация.
В список входит 31 стихотворение.

## Стихотворения (1917—1921)
1. Наш марш
2. Тучкины штучки
3. Весна
4. Хорошее отношение к лошадям
5. Ода революции
6. Приказ по армии искусства
7. Радоваться рано
8. Поэт рабочий
9. Той стороне
10. Левый марш
11. Потрясающие факты
12. С товарищеским приветом, Маяковский
13. Мы идем
14. Владимир Ильич!
15. Необычайное приключение, бывшее с Владимиром Маяковским летом на даче
16. Отношение к барышне
17. Гейнеобразное
18. Горе
19. «Портсигар в траву ушел на треть…»
20. III Интернационал
21. Всем Титам и Власам РСФСР
22. Сказка о дезертире, устроившемся недурненько, и о том, какая участь постигла его самого и семью шкурника
23. Рассказ про то, как кума о Врангеле толковала без всякого ума
24. Сказка для шахтера-друга про шахтерки, чуни и каменный уголь
25. Последняя страничка гражданской войны
26. О дряни
27. Неразбериха
28. Два не совсем обычных случая
29. Стихотворение о Мясницкой, о бабе и о всероссийском масштабе
30. Приказ No 2 армии искусств
31. Стихи-тексты к рисункам и плакатам, 1918—1921